# Eroticline Awards
L'Eroticline Award (abbreviato eLine) è un premio destinato all'industria del cinema pornografico, presentato dalla rivista tedesca eLine, che è stato attribuito ogni anno a partire dal 2005 nell'ambito del Venus Berlin, una mostra internazionale dell'industria erotica che si tiene a Berlino, in genere a metà autunno.
È subentrato ai Venus Awards, attribuiti fino al 2004. I vincitori sono scelti da una giuria e da un ballottaggio tra webmaster e utenti registrati di numerosi siti erotici tedeschi.

## Vincitori

### Vincitori 2005
- Miglior portale erotico: fundorado.com (FunDorado GmbH)
- Miglior programma per cuori solitari: PartnerID (Cupido Entertainment AG)
- Miglior sistema di salvaguardia dei minori: ueber18.de (RESISTO IT GmbH)
- Miglior produzione dal vivo: praggirls.cz (Netvision AG)
- Produzione on line più innovativa: Mobile Streaming (carmunity.com GmbH)
- Migliore trasmissione erotica: Hallo Dolly (Beate Uhse TV)
- Miglior Film tedesco: Der Boss (Goldlight Filmproduction)
- Miglior Film internazionale: Robinson Crusoe on Sin Island (Private)
- Miglior regia tedesca: John Thompson (GGG)
- Miglior regia internazionale: Mario Salieri (Goldlight)
- Migliore Serie: Straßenflirt (Magmafilm)
- Miglior etichetta esordiente: 21 Sextury-VPS Erotic Division
- Miglior film Gay: Rising Sun (EuroSexMen.com)
- Miglior etichetta Fetish: Gothic-Sunset Media
- Miglior attrice tedesca: Vivian Schmitt (Videorama)
- Miglior esordiente tedesca: Jana Bach (Inflagranti)
- Miglior esordiente internazionale: Brigitta Bulgari[3] (Goldlight Filmproduction)
- Migliore attrice USA: Savanna Samson (Wicked)
- Premio speciale "Immagine nel Mondo": Jenna Jameson (Vivid)
- Miglior attrice europea: Renée Pornero (Tabu Erotic Entertainment)
- Miglior attore tedesco: Tobi Toxic (Magmafilm)
- Miglior attore internazionale: Rocco Siffredi (MMV)
- Miglior attore gay: Cameron Jackson (Eurocreme)
- Prodotto più innovativo: Super Rutscher Pflaume (Joydivision)
- Migliore campagna marketing: Vivian Schmitt (Videorama)
- Migliore spot erotico: Handtuch (ORION Versand)
- Händler dell'anno: Leszek Pilat (Video World-Berlin)
- Miglior Vertriebsleiter
  - 1. Posto: Norbert Röh (MMV)
  - 2. Posto: Holger Quandt (Inflagranti)
  - 3. Posto: Helen Clyne (a2z Services)
- Migliore Cover: Vampira (Erotic Planet)
- Video più venduto: Models (Magmafilm)
- Premio speciale per l'impegno sociale: Michael Kreuz (VNM)
- Ditta dell'anno
  - 1. Posto: MMV Multi Media Verlag
  - 2. Posto: Videorama
  - 3. Posto: INO GmbH / Muschi Movie
- Premio speciale Business: Sven Hurum (Venus Berlin GmbH)

### Vincitori 2006
- Migliore film internazionale: Sex City
- Migliore film tedesco: String Tanga
- Migliore serie tedesca: Popp oder Hopp
- Migliore regia internazionale Direction: Tom Byron
- Migliore regia tedesca: Nils Molitor
- Migliore Attrice USA: Jessica Drake
- Migliore Attrice tedesca: Jana Bach, Vivian Schmitt
- Migliore Attrice internazionale: Poppy Morgan
- Migliore attore internazionale: Tommy Gunn
- Migliore Attore tedesco: Conny Dachs
- Migliore esordiente tedesca: Leonie
- Migliore esordiente internazionale: Roberta Gemma

### Vincitori 2007
- Migliore film europeo: The Sexual Adventures of Little Red (Private)
- Migliore film Tedesco: Cabaret (Magmafilm)
- Migliore film Usa: Debbie does Dallas again (Vivid)
- Migliore serie internazionale: Ass Drippers (Paradise)
- Migliore produzione party-hard: Party Hardcore Vol. 14 (Eromaxx)
- Migliore serie gonzo: Max Hardcore (Shots Media)
- Migliore linea Fetish internazionale: "Fetish Deluxe" (Daring)
- Migliore nuova linea tedesca: "Ti Amorz" (Goldlight)
- Migliore nuova linea internazionale: Jules Jordan (Playhouse)
- Migliore nuova linea Usa: "Swank Digital" (Pure Play Media)
- Migliore film ad alto budget: Xcalibur (Woodman Entertainment)
- Migliore regista tedesco: Nils Molitor (Magmafilm)
- Migliore regista internazionale: Hervé Bodilis (Marc Dorcel)
- Migliore esordiente tedesca: Mandy Blue (SD Evolution)
- Migliore esordiente internazionale: Carmen Hart (Wicked Pictures)
- Migliore attrice tedesca: Leonie (Videorama)
- Migliore attore tedesco: Carlo Minali (Magmafilm)
- Migliore attore internazionale: Greg Centauro (Paradise)
- Migliore attrice europea: Yasmine (Marc Dorcel)
- Migliore attrice Usa: Jesse Jane (Digital PLayground)
- Migliore produzione in HD: Pink'O
- Premi speciali della giuria: Roberta Gemma, Vivian Schmitt
- Businesswoman Usa dell'anno: Tera Patrick per Teravision

### Vincitori 2008
- Migliore canale televisivo erotico: Beate Uhse TV
- Migliore canale televisivo Internet: PINK'O TV
- Migliore sito softcore: Flirtpub.de
- Migliore Cover: Sexclusive (Sexsense/MEA)
- Migliore film ad alto budget: Casino (Marc Dorcel)
- Migliore documentario: Barcelona Sex Project (Lust Films)
- Migliore regia Fetish: Master Costello
- Migliore regista tedesco: Karl Berg (INO GmbH)
- Migliore regista europeo: Hervé Bodilis (Marc Dorcel)
- Migliore regista statunitense: Robby D. (Digital Playground)
- Migliore film gay tedesco: Office Sluts (Berlin Star Film)
- Migliore film gay internazionale: UK Council Lads (LoadXXX)
- Migliore etichetta Fetish tedesca: Paraphilia (Paradise Film)
- Migliore etichetta Fetish europea: Girlpower (Sunset Media)
- Migliore etichetta Fetish statunitense: Hell House (Pure Play Media)
- Migliore etichetta esordiente europea: Sexsense (MEA)
- Migliore etichetta esordiente internazionale: Cruel Media (Cruel Media /VPS)
- Migliore etichetta 2008: Daring! (Daring Media)
- Migliore serie tedesca: Die Luders (Goldlight Filmproduction)
- Migliore serie Europea: Virtual Sex with... (Playhouse)
- Migliore serie statunitense: Barely Legal (Hustler)
- Migliore Film tedesco: Heavy Dreams – Küche, Kiste, Bett (Inflagranti)
- Migliore Film europeo: Casino (Marc Dorcel)
- Migliore Film USA: Cry Wolf (Vivid)
- Migliore esordiente dilettante: Yüksel D.
- Migliore Cross Over Star 2008 tedesca: Jana Bach
- Migliore Cross Over Star 2008 internazionale: Roberta Gemma
- Migliore attrice di serie: Alexa Bold (INO GmbH)
- Migliore attrice fetish: Mistress Gemini (Sunset Media)
- Migliore esordiente tedesca: Annina Ucatis (Magmafilm/Blue Movie)
- Migliore esordiente Europea 2008: Greta Martini (Goldlight Filmproduction)
- Migliore esordiente USA 2008: Stoya (Digital Playground)
- Migliore attrice tedesca: Tyra Misoux (Magmafilm)
- Migliore attrice europea: Yasmine (Marc Dorcel)
- Migliore attrice statunitense: Jesse Jane (Digital Playground)
- Migliore attore internazionale: Randy Spears (Wicked Pictures)
- Migliore attore tedesco: Greg Centauro (Paradise Film)